# Dorfkirche Weltwitz

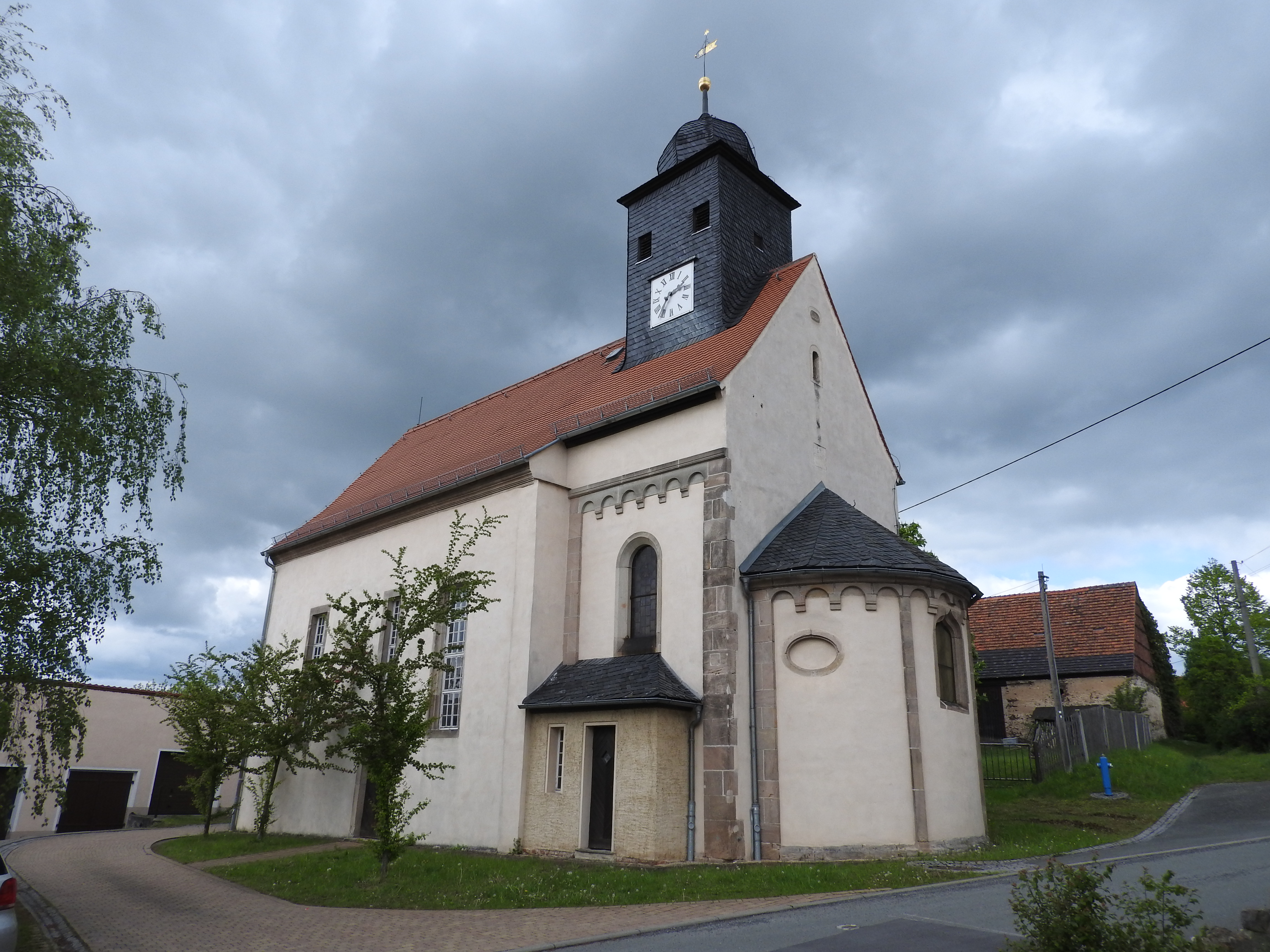
Dorfkirche Weltwitz

Die evangelisch-lutherische denkmalgeschützte Dorfkirche steht im Ort Weltwitz, einem Ortsteil der Gemeinde Schmieritz im Saale-Orla-Kreis in Thüringen. Die Kirchengemeinde Weltwitz gehört zum Pfarrbereich Triptis im Kirchenkreis Schleiz der Evangelischen Kirche in Mitteldeutschland.

## Beschreibung
Die romanische Saalkirche hatte ursprünglich einen Chorturm, der 1690 abgebrochen wurde. An seiner Stelle wurde ein kleinerer schiefergedeckte Dachreiter errichtet, in dem zwei Kirchenglocken aus Bronze hängen. Die ältere wurde von Johann Rose im Jahr 1700 gegossen, die jüngere stammt aus den 1920er Jahren. Die alte Konzeption ist aber immer noch zu erkennen. 
1714 wurde der Innenraum neu gestaltet. An Stelle des einst vorhandenen Kanzelaltars befinden sich heute ein einfach gemauerter Altar und im Triumphbogen eine barocke Kanzel. Ihnen gegenüber befindet sich ein Taufbecken aus der Zeit nach 1714. Eine hufeisenförmige Empore umzieht den Raum. Die Brüstungen tragen Bibelsprüche. Die Orgel mit 14 Registern, verteilt auf 2 Manuale und Pedal, wurde um 1800 von einem unbekannten Orgelbauer, evtl. Johann Heinrich Schilling, gebaut und bis 2014 restauriert. Die Kirche wurde 1886 durch Bogenfriese und Lisenen am Chor und der halbrunden Apsis erneut romanisch gestaltet.